# Eucyclodes buprestaria
Eucyclodes buprestaria là một loài bướm đêm trong họ Geometridae.